# Formica di Burano
Formica di Burano is een klein, vlak Italiaans rotseiland voor de westkust van Toscane. Het ligt in de Tyrreense Zee, ruim tweeënhalve kilometer voor de kust bij Ansedonia, een frazione in de gemeente Orbetello. In het noordwesten ligt de plaats Porto Ercole (gemeente Monte Argentario) en het eilandje Isolotto di Porto Ercole. Op het eilandje staat een vuurtoren. De zeeën rondom Formica di Burano zijn geliefd bij duikers.
Formica di Burano is een overwinteringsgebied voor aalscholvers. In de winterperiode zijn hier tot tweeduizend broedparen te vinden. Deze prominente aanwezigheid van de aalscholver heeft tot gevolg dat het eilandje begroeid is met stikstofminnende kruiden.